# Stammabfluss

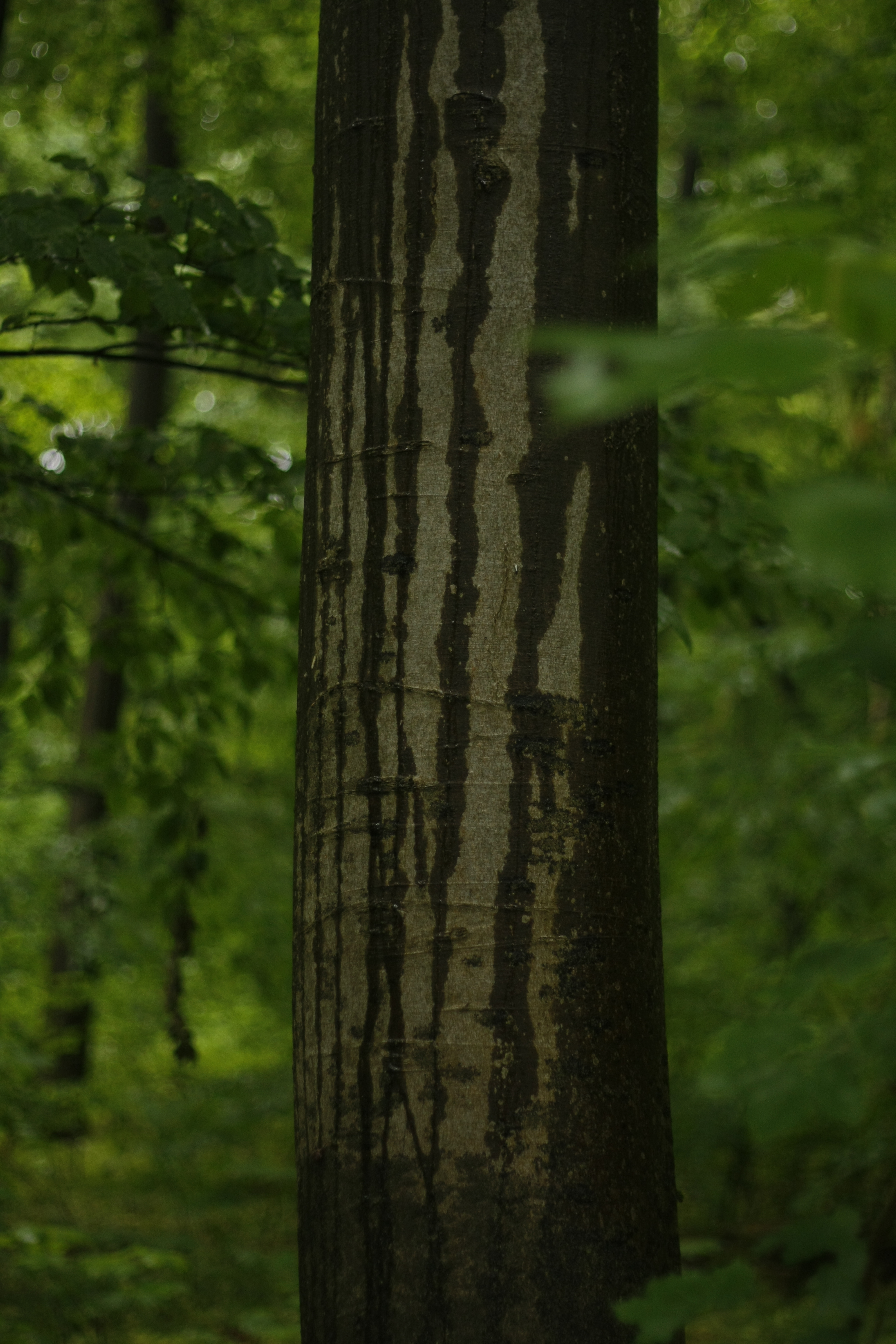
Stammabfluss an einer Rot-Buche nach Gewitterschauer

Als Stammabfluss bezeichnet man in der Hydrologie den Anteil des Niederschlags, der von den Baumkronen zum Stamm abgeleitet wird. Das Wasser fließt dabei entlang des Stammes nach unten ab. Durch die Konzentration an einem Punkt können so erhebliche Mengen Wasser in einen kleinen Bereich infiltrieren (Trichter-Effekt). Im Hinblick auf die Boden-Hydrologie ist diese Heterogenität ein wesentlicher Unterschied zu gleichmäßig verteilten Niederschlägen: Viele Studien legen zum Beispiel nahe, dass durch den Stammabfluss die Grundwasserneubildung erhöht wird. Die Änderung des Chemismus des am Stamm abfließenden Wassers ist ein weiterer wichtiger Einfluss von Stammabflüssen auf ihre Umgebung. An vielen Bäumen werden durch die Rinde und Borke, durch Epiphyten und durch die Deposition von Stäuben chemische Stoffe an das am Stamm entlanglaufende Wasser abgegeben.
Zusammen mit dem Kronendurchlass, dem sogenannten Throughfall, ergibt sich der Niederschlag unter einem Waldbestand, auch Bestandsniederschlag genannt. Der Bestandsniederschlag ist in aller Regel geringer als der Freilandniederschlag über dem Bestand, da er durch Interzeption verringert wird. Bemerkenswerte Ausnahmen sind hierzu Nebelwälder, in denen positive Interzeptionen möglich sind durch Taubildung. Stammabflüsse können hier sogar zum dominierenden Transportweg werden.
Stammabflüsse sind sehr variable Größen und abhängig von den Eigenschaften des Niederschlags (z. B. Windgeschwindigkeit, Größe der Regentropfen, Länge und Intensität des Regens) und der Vegetation (z. B. Rindenstruktur, Baumarten, Alter des Baumbestandes, Winkel der Äste). Levia und Germer stellen hierzu 2015 in einem Übersichtsartikel die Parameter vor, die als wichtig und signifikant angesehen werden.
In mitteleuropäischen Wäldern ist bei der Betrachtung von Stammabflüssen die Baumart die entscheidende Größe: Bei glattrindigen Bäumen sind sie groß, z. B. Buche und Hainbuche, bei raurindigen dagegen sehr gering, z. B. bei  Kiefer und Stieleiche, bei einigen Nadelbäumen (Fichte, Lärche) sind sie sogar gänzlich vernachlässigbar.
In tropischen Regionen ist der Stammabfluss tendenziell höher, was insbesondere an den Niederschlagseigenschaften liegt: Regenereignisse in den Tropen sind oft stärker und kürzer, sodass die für den Stammabfluss nötigen Fließpfade gebildet werden können und die Verdunstung aus der Interzeption gering ist.

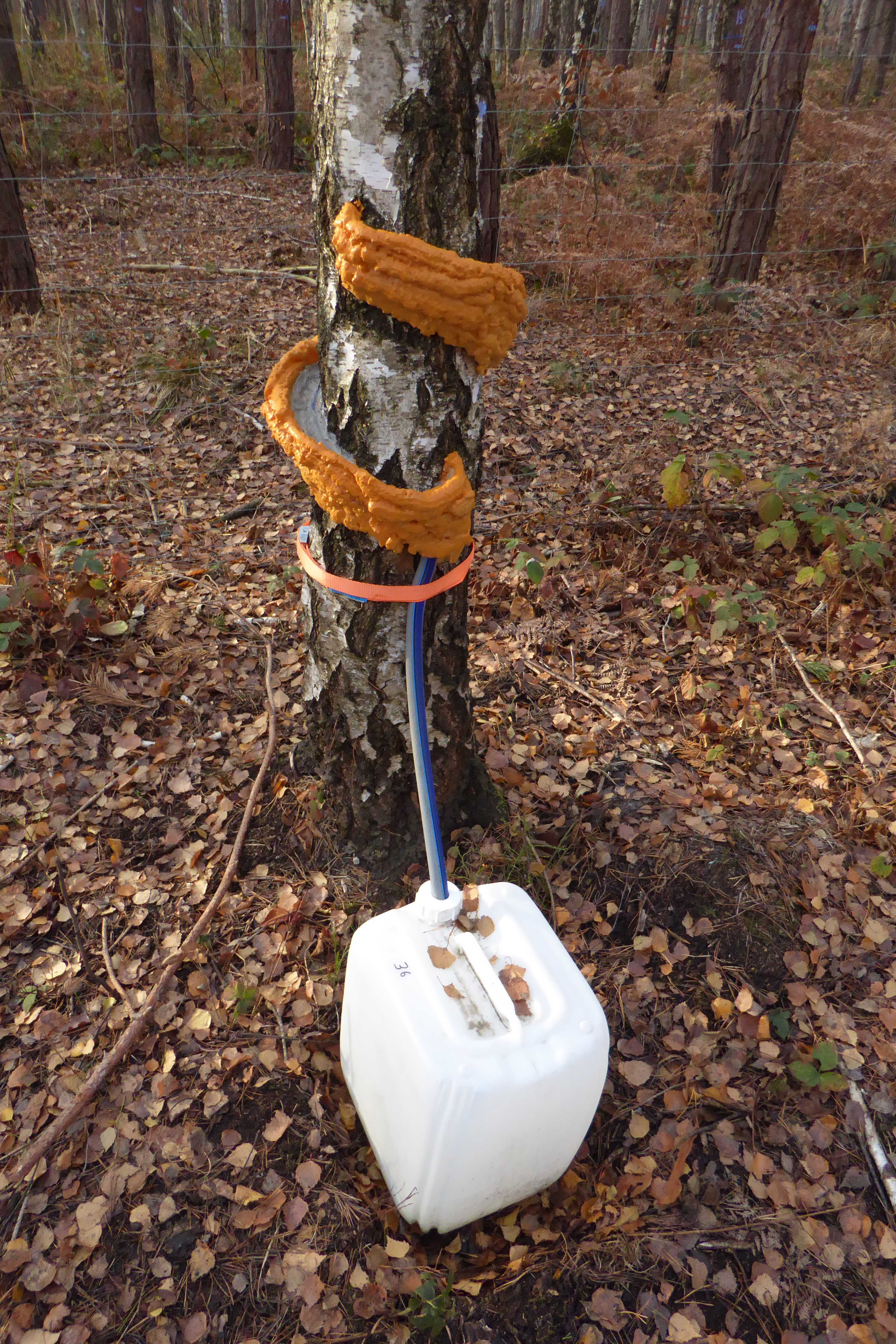
Stammabflussmesser an einer Hänge-Birke

Im Gegensatz zum Kronendurchlass ist der Stammabfluss relativ aufwendig zu messen. Üblicherweise werden Auffangmanschetten um den Baum gelegt, die die Stammabflüsse in  Sammelbehälter oder Kippsammler weiterleiten.